# Bitwa pod Lens
Bitwa pod Lens – starcie zbrojne, które miało miejsce 20 sierpnia 1648 roku w trakcie konfliktu francusko-hiszpańskiego z lat 1635-1659, będącego wcześniej jednym z frontów wojny trzydziestoletniej.
Twierdza Lens została zdobyta przez Francuzów w 1647. Kiedy we Francji doszło do rebelii szlachty przeciwko rządom kardynała Mazarin, zwanej Frondą, Hiszpanie uznali to za okazję do odzyskania Lens wraz z okolicami. Na wieść o możliwości podjęcia przez nich działań książę de Condé (Kondeusz) pospiesznie wyruszył z wojskami z odległej Katalonii do Flandrii.
Armia hiszpańska dowodzona przez arcyksięcia Leopolda Wilhelma (18 000 żołnierzy, w tym ponad połowa kawalerii i 38 dział – 16 baonów piechoty i 58 szwadronów jazdy) zajmowała 19 sierpnia niezwykle silną pozycję na wzgórzach położonych na południowy zachód od Lens: piechotę umieszczono w centrum, na skrzydłach jazdę w dwóch liniach oraz odwód. Francuzi pod wodzą Kondeusza (16 000 żołnierzy, w tym większość jazdy i 18 dział – 12 baonów piechoty i 45 szwadronów jazdy) nadciągnęli od północy.
Kondeusz ustawił swoje wojska na wzgórzu w odległości ok. 2500 m od Hiszpanów w podobnym szyku jak oni. Początkowo doszło do utarczek kawalerii, którym towarzyszył ogień artylerii obu stron. Kondeusz nie zamierzał jednak atakować mocnej pozycji Hiszpanów. Obie armie pozostały całą noc na swych stanowiskach, a 20 sierpnia o godz. 5 rano wojska francuskie pod osłoną jazdy prawego skrzydła rozpoczęły odwrót na północny wschód. Wówczas Hiszpanie jazdą lewego skrzydła robili osłonę i przekonani o ucieczce Francuzów, opuścili swe pozycje.
Tymczasem wojska francuskie zatrzymały się w odległości kilku kilometrów, gdzie ok. 8:30 doszło do właściwej bitwy. Hiszpanie rozbili wprawdzie pierwszą linię piechoty francuskiej, ale druga powstrzymała ich natarcie. Na skrzydłach pobita została jazda hiszpańska, zaś na lewym dzięki wprowadzeniu francuskiego odwodu pokonano również odwód hiszpański. Część zwycięskiej jazdy francuskiej ruszyła w pościg, gdy reszta otoczyła i zmusiła do kapitulacji hiszpańską piechotę.
Podczas bitwy Hiszpanie stracili 8 000 ludzi (w tym 5 000 jeńców) i 38 dział, Francuzi jedynie 550 ludzi.